# Carretera de Nebraska 4
La Carretera de Nebraska 4 (en inglés: Nebraska Highway 4) y abreviada NE 4, con una longitud de 205,42 millas (330,6 km), es una carretera estatal de sentido oeste-este ubicada en el estado estadounidense de Nebraska. La Carretera de Nebraska 4 se inicia en su extremo  occidental en una intersección con U.S. Route 6 y U.S. Route 34 al suroeste de Atlanta. Su término del este está en una intersección con U.S. Route 75 norte de Dawson.

## Cruces
Los principales cruces de la Carretera de Nebraska 4 son las siguientes:
| Condado    | Ubicación  | Millas | Cruces                           | Notas                   |
| ---------- | ---------- | ------ | -------------------------------- | ----------------------- |
| Harlan     |            | 0.00   | US 6 US 34                       | Terminal oeste          |
| Harlan     |            | 9.38   | US 183                           |                         |
| Franklin   |            | 20.78  | NE 44 Norte                      |                         |
| Franklin   |            | 31.80  | NE 10                            |                         |
| Webster    | Bladen     | 50.71  | S 91A Norte                      |                         |
| Webster    |            | 54.86  | US 281 Sur                       | Extremo oeste de US 281 |
| Webster    |            | 58.52  | US 281 Norte                     | Extremo este de US 281  |
| Webster    |            | 58.72  | L 91D Norte                      |                         |
| Webster    |            | 64.73  | NE 78 Sur                        |                         |
| Nuckolls   |            | 78.65  | NE 14 Sur                        | Extremo oeste de NE 14  |
| Nuckolls   |            | 79.66  | NE 14 Norte                      | Extremo este de NE 14   |
| Nuckolls   | Oak        | 88.67  | S 65A Sur                        |                         |
| Thayer     | Carleton   | 97.73  | NE 5 Sur                         |                         |
| Thayer     |            | 105.67 | US 81 Sur                        | Extremo oeste de US 81  |
| Thayer     |            | 106.68 | US 81 Norte                      | Extremo este de US 81   |
| Thayer     | Daykin     | 116.65 | NE 53 Sur                        |                         |
| Jefferson  |            | 127.62 | NE 15 Norte (568th Avenue)       | Extremo oeste de NE 15  |
| Jefferson  |            | 128.62 | NE 15 Sur (568th Avenue)         | Extremo este de NE 15   |
| Gage       |            | 142.68 | NE 103 Norte                     |                         |
| Gage       | Beatrice   | 151.23 | US 136 Oeste (West Court Street) | Extremo oeste de US 136 |
| Gage       | Beatrice   | 152.71 | US 77 (6th Street)               |                         |
| Gage       |            | 162.70 | US 136 Este                      | Extremo este de US 136  |
| Pawnee     | Lewiston   | 171.37 | S 67A Sur                        |                         |
| Pawnee     | Burchard   | 178.12 | NE 99 Sur                        |                         |
| Pawnee     |            | 187.20 | NE 50 Norte                      | Extremo oeste de NE 50  |
| Pawnee     |            | 188.43 | NE 50 Sur                        | Extremo este de NE 50   |
| Pawnee     |            | 188.61 | L 67E Sur                        |                         |
| Pawnee     | Table Rock | 192.18 | NE 65 Sur (Grand Street)         |                         |
| Pawnee     |            | 196.46 | NE 105 Norte                     | Extremo oeste de NE 105 |
| Richardson | Humboldt   | 199.93 | NE 105 Sur (Nemaha Street)       | Extremo este de NE 105  |
| Richardson |            | 205.42 | US 75                            | Terminal este           |